# Asemonea cuprea
Asemonea cuprea là một loài nhện trong họ Salticidae.
Loài này thuộc chi Asemonea. Asemonea cuprea được Wanda Wesołowska miêu tả năm 2009.